# كليفورد أ. وولف
كليفورد أ. وولف (بالإنجليزية: Clifford A. Wolff)‏ هو محامي أمريكي، ولد في 7 أبريل 1970 في نيويورك في الولايات المتحدة.